# Tour du Breuil (Dignac)
Pour l’article homonyme, voir Donjon de Marthon.
La Tour du Breuil à Dignac en Charente est située à l'extrémité d'un mouvement de terrain dominant les sources et la haute vallée boisée de l'Échelle (affluent de la Touvre).
Le donjon et la chapelle sont inscrits à l’inventaire supplémentaire des Monuments historiques depuis le 23 décembre 1964.

## Historique
L’époque de construction de la Tour est située pour certains vers la fin du XIVe siècle, c’est-à-dire vers la fin de la guerre de Cent Ans. Si elle fut réellement bâtie par les Anglais sur l’emplacement d’une ancienne maison forte, cette construction se placerait, sans doute, entre 1360 (traité de Brétigny dont Jean le Bon paya sa libération en cédant à Édouard III le Poitou, l'Angoumois et le Périgord) et 1372, époque où, sous Charles V, Bertrand Du Guesclin reprit aux Anglais la plupart des places fortes de ces provinces. Mais l'examen du type de construction de la tour amène à se prononcer pour le XVIIe siècle.
Une maison forte préexistante gardait les débouchés de Périgord  vers la haute vallée de l’Échelle et de la Touvre, voie d’accès naturelle vers Angoulême, flanquée d’un côté par le Pouyaud et de l’autre par le Maine Léonard, protégeant le petit prieuré et village de Dignac.
Ce « logis noble » était détenu par la famille des Raymond. L’un d’eux au XVIIe siècle : Roger de Raymond, fils de Joseph, seigneur du Breuil, et de Jeanne de Lespinay, assassina Jean Arnaud à qui son père devait 26 000 livres et qui avait osé se porter acquéreur du Breuil et du Pouyaud.
Au XVIIIe siècle Arnauld de Boueix cède le Breuil à son parent Arnauld de Ronsenac.
Le Breuil était devenu par héritage la propriété de François de La Laurencie, marquis de Charras, baron de Neuvicq, maître de Camp de Cavalerie, qui vendit le fief le 22 avril 1774 (pour 63 000 livres, acte de Mme Laubas, notaire) à Jean Le Roy de Lenchères, chevalier, brigadier des Armées du Roi, chevalier des Ordres de Saint Louis. Il était le second fils d’Anthoine sieur du Breuil de Bonneuil.
Ce Jean de Lenchères fut gouverneur de Corte, pacifia la Corse et mourut à 50 ans maréchal des Camps et Armées du Roi. La légende raconte qu’il mit en prison un certain M. de Bonaparte qui n’était autre que le père de Napoléon Bonaparte.
Les Le Roy de Lenchères étaient une ancienne famille du pays, apparentés aux Galard de Béarn et dont le fief d’origine semble bien avoir été le Maine Léonard (paroisse de Dignac) qui est resté propriété des Lenchères jusque vers 1920. La petite-fille de Jean de Lenchères, Élisabeth, épouse Louis Benjamin Fernand des Roches de Chassay et lui apporte le Breuil vers 1845 (les biens avaient été restitués après l’émigration). Leur fille et héritière, Odette des Roches de Chassay (1846-1940, arrière-grand-mère de l’actuelle propriétaire) épousa Armand de Laferrière qui laissa cette propriété à son second fils Robert de Laferrière, lequel, sans enfant, eut comme héritière sa nièce Marie-Thérèse de Laferrière, épouse du colonel Xavier de Villemandy de La Mesnière, père de Bruno de Villemandy de La Mesnière, fils unique et propriétaire actuel.
La Tour du Breuil est donc dans la même famille (par les femmes) depuis plus de deux siècles.
Pour mémoire (familiale) Odette de Chassay avait deux sœurs qui devinrent, l’une, Catherine, Mme de Larivière et l’autre, Marguerite, Mme X. Vignaud d’Essenat, et un frère, Richard, qui mourut pour la France pendant la guerre de 1870-1871.
Le donjon et la chapelle ont été inscrits à l’inventaire supplémentaire des monuments historiques par arrêté du 23 décembre 1964 du ministre d’État chargé des Affaires culturelles.

## Architecture

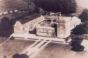
Vue du Breuil.

La tour domine un ensemble de bâtiments établis autour d'une cour rectangulaire. C'était un élément séparé entouré de douves et accessible par un pont-levis.
Cette tour rectangulaire monumentale, de 12 mètres sur 9 mètres, haute de 20 mètres, aux murs d'une épaisseur d'1,80 m à leur base, aux étages séparés par des planchers avec mâchicoulis, est surmontée d'un parapet percé de créneaux.
On remarque sur le pourtour des fenêtres, d'ailleurs modifiées, les trous des barreaux qui en défendaient l'accès.
Le chemin de ronde sur mâchicoulis a été remanié au XVIIe siècle (haut mur orné extérieurement de coquilles, chemin dallé, fenêtres, archères).
Il est évident qu'il s'agissait, à l'origine, d'un bâtiment à caractère purement militaire de surveillance et de défense.
Le logis primitif occupe la face nord des bâtiments, protégé par la tour, par une tourelle à l'ouest et une autre tourelle en son milieu qui a été détruite lors d'aménagements au XIXe siècle.
Il y est accolé, au sud, un bâtiment moderne datant du XIXe siècle (rez-de-chaussée du XVIe siècle. Le premier étage dont le hall actuel reliant ces bâtiments à la Tour ne datent que de 1920).
Les 1,20 m d'épaisseur du mur entre ces deux bâtiments montrent bien qu'il s'agit de l'ancien mur extérieur.
Autrefois une tour hexagonale dont il reste une partie de l'escalier en spirale qui conduit de la cuisine à la cave voûtée et une porte d'entrée sculptée du XVe siècle, déplacée, flanquaient le bâtiment d'habitation et commandaient sans doute une poterne d'accès.

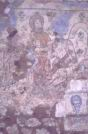
Fresque dans la chapelle.

Les bâtiments établis autour de la cour rectangulaire sont plus récents. On peut retrouver encore une meurtrière et des éléments de murs d’un bel appareillage de pierre de plus d'1 m d’épaisseur. Des parties anciennes sont facilement reconnaissables : chapelle, tourelle et créneaux.
La petite chapelle, bien que très abimée (elle était déjà désaffectée avant la Révolution de 1789) reste intéressante par des restes de fresques.
On y voit un chevalier en train d'être adoubé, devant lui un évêque qui le bénit, derrière son ange gardien, plus loin saint Christophe et son bâton, saint Michel et sa lance, sainte Barbe et sa tour. Au fond à droite de l'autel on devine un roi couronne en tête et sceptre en fleur de lis à la main. À gauche on soupçonne une femme à cheval. Le poutrage très serré montre des traces des anciennes peintures.

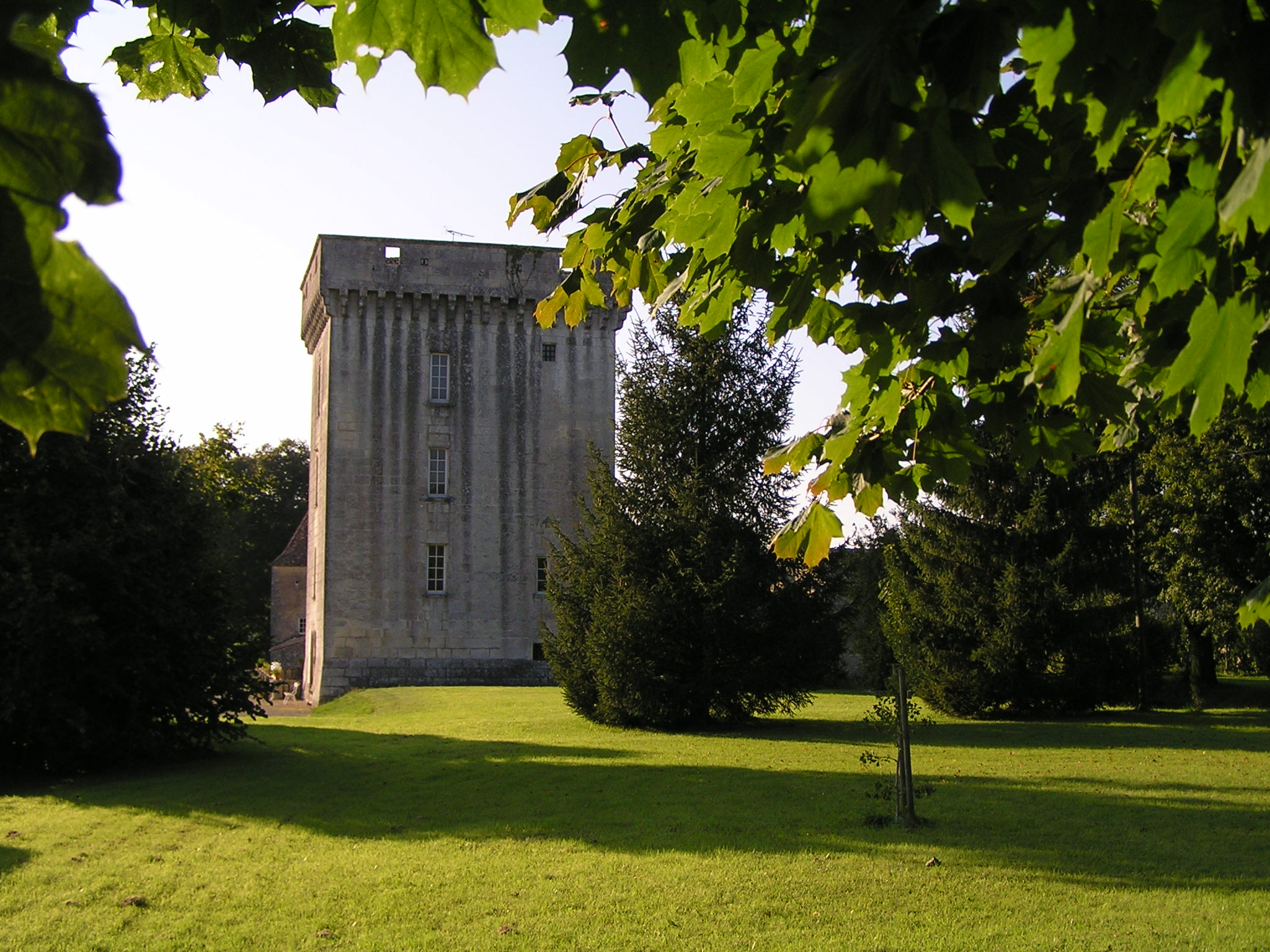
vue depuis le parc.
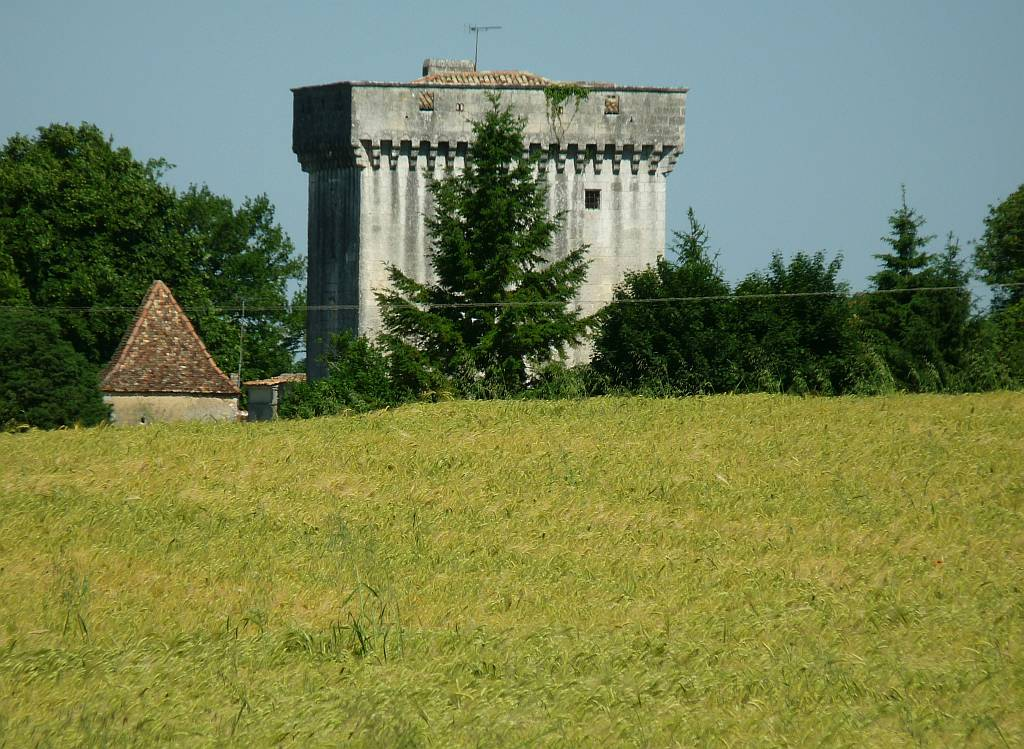
tour vue du sud-est.